# Marmagne (Saône-et-Loire)
Marmagne é uma comuna francesa na região administrativa de Borgonha-Franco-Condado, no departamento de Saône-et-Loire. Estende-se por uma área de 32,26 km². Em 2010 a comuna tinha 1 274 habitantes (densidade: 39,5 hab./km²).